# Bernard Dyer
Pour les articles homonymes, voir Dyer.
Bernard Shirley Dyer, né le 25 février 1856 à Londres où il est mort le 12 février 1948, est un chimiste agricole britannique. 

## Biographie
Fils de John A. Dyer, éditeur du Daily News, il fait ses études à la City of London School, au King's College, au Royal College of Science (en) et à la Royal Pharmaceutical Society (en) et devient consultant de chimie dans le laboratoire de Augustus Voelcker (en).
Il est connu pour ses travaux sur les engrais et fumiers, et a été président de la Society for Analytical Chemistry en 1897-1898.

## Publications
- 1900 : Notes on Five Years' Experiments on Hop Manuring Conducted
- 1902 : Results of Investigations on the Rothamsted Soils
- 1903 : The Manuring of Market Garden Crops (avec F. W. E. Shrivell)
- 1910 : Fertilizers and Feeding Stuffs, Their Properties and Uses